# Czarna skrzynka (film 2021)
Czarna skrzynka (fr. Boîte noire) – francusko-belgijski thriller z 2021 roku w reżyserii Yanna Gozlana. Zdjęcia kręcono w Paryżu, Cergy i Bagnolet. Film zdobył pięć nominacji do nagrody Cezara.

## Fabuła
Mathieu Vasseur, inżynier aeronautyki, absolwent ENAC, technik w urzędzie odpowiedzialnym za badania bezpieczeństwa w lotnictwie cywilnym, musi dowiedzieć się, dlaczego samolot obsługujący lot Dubaj–Paryż rozbił się w Alpach. Analiza czarnej skrzynki zmusza go do myślenia wykraczającego poza błąd ludzki lub awarię techniczną i potajemnego dochodzenia w celu głębszego zbadania wysoce podejrzanej sprawy.

## Obsada
- Pierre Niney – Mathieu Vasseur
- Lou de Laâge – Noémie Vasseur
- André Dussollier – Philippe Rénier
- Sébastien Pouderoux – Xavier Renaud
- Olivier Rabourdin – Victor Pollock
- Guillaume Marquet – Antoine Balsan
- Mehdi Djaadi – Samir
- Anne Azoulay – Caroline Delmas
- Aurélien Recoing – Claude Varins
- André Marcon – Dorval
- Philippe Maymat – kapitan
- Quentin d'Hainaut – strażnik
- Lorène Devienne – stewardessa pokładowa Jeanne
- Grégori Derangère – Alain Roussin[4]